# 바이에른의 공작
바이에른에서의 공작(독일어: Herzog in Bayern 헤어초크 인 바이에른[*], 영어: Duke in Bavaria)은 1506년 바이에른 공국에 장자상속제가 확립되면서, 영지를 물려받을 수 없게 된 다른 일족들을 안배하여 비텔스바흐가의 모든 구성원이 가지게 한 작위다. 여성형은 바이에른에서의 여공작(독일어: Herzogin in Bayern 헤어초긴 인 바이에른[*], 영어: Duchess in Bavaria)이다.
오스트리아 대공이나 러시아 대공과 비슷한 것이라 할 수 있으며, "공작" 칭호가 성명과 봉읍의 사이가 아니라 성명 앞에 붙어 있는 것까지 그 두 작위와 일치한다. 당연히 바이에른의 지배자는 바이에른 공작(독일어: Herzog von Bayern 헤어초크 폰 바이에른[*], 영어: Duke of Bavaria)이었고, "바이에른의 공작"들은 아무 실권도 없었다. 이름만 공작이지 사실상 공자(독일어: Prinz)에 해당하는 작위였다.